# إزالة الأحبار
إزالة الأحبار عبارة عن عملية صناعية تتضمن إزالة أحبار الطباعة من ألياف الورق الموجودة في الورق المُعاد تصنيعه بغرض الحصول على عجينة ورقية خالية من الحبر.
ويكمن مفتاح عملية إزالة الأحبار في القدرة على فصل الحبر عن الألياف. ويمكن تنفيذ هذا من خلال استخدام مجموعة من الوسائل الميكانيكية والكيميائية. وفي أوروبا، تتمثل العملية الأكثر شيوعًا في إزالة الأحبار باستخدام تقنية الطفو الرغوي.
يعد الورق من الأهداف الرئيسية لعملية إعادة التدوير. وفي نفس الوقت، هناك مخاوف تتعلق بإعادة تصنيع ورق لب الخشب تتمثل في تعرض الألياف إلى الاهتراء مع كل دورة. وبعد تعرضها لإعادة التصنيع من 4 إلى 6 مرات، تصبح الألياف قصيرة وضعيفة للغاية، بحيث لا يمكن الاستفادة منها في صناعة الورق.

## معلومات تاريخية
قبل اختراع آلة الورق في عام 1799، كان مصدر الألياف الأكثر شيوعًا متمثلًا في الألياف المُعاد تصنيعها التي يتم الحصول عليها من المنسوجات المستعملة، ومن هنا جاءت التسمية ورق خرق. فقد كانت الخرقات تُصنع من مواد القنب والكتان والقطن. ولم تصبح عملية إنتاج الورق منفصلة عن المواد المُعاد تصنيعها حتى استخدام لب الخشب في عام 1843.
في بادئ الأمر، كانت تتم ممارسة عملية إعادة تصنيع الورق المستخدم قبل الاتجاه نحو صناعة إنتاج الورق، وقد كان يتم إعادة تصنيع ورق الخرق لإنتاج ورق مقوى بجودة منخفضة. ويرجع الفضل في ابتكار العملية التي يمكن من خلالها إزالة أحبار الطباعة من الورق المُعاد تصنيعه للقاضي الألماني جوستوس كلابروث في عام 1774. فقد مارس هذه التقنية جنبًا إلى جنب مع منتج الأوراق الألماني يوهان إنغلهارد شميد. والآن أصبح يطلق على هذه التقنية اسم إزالة الأحبار.
ولأول مرة في خمسينيات وستينيات القرن العشرين، زاد الاتجاه نحو استخدام الألياف المُعاد تصنيعها من الورق المصنوع من لب الخشب، وقد تم استخدامه بشكل أساسي في ورق التعبئة والورق المقوى. كذلك، في خمسينيات القرن العشرين، تم تعديل تقنية الطفو الرغوي حتى تكون ملائمة لإزالة الأحبار من الورق المُعاد تصنيعه. وقد أخذ استخدام الورق المستعاد في التزايد في سبعينيات القرن العشرين، وبشكل أساسي في أوراق الرسم والأوراق الصحية. وقد شهد انطلاقة هائلة في ثمانينيات القرن العشرين. وقد زاد النمو السنوي لاستخدام الأوراق المستعادة بنسبة 6% في الفترة من عام 1980 و1996. في الوقت نفسه، فقد ارتفعت نسبة استخدام الألياف الأولية فقط لتبلغ 2% في نفس الفترة. أما في عام 1997، فقد وصلت نسبة إنتاج الورق المستعاد إلى 42% من إجمالي إنتاج الورق.

## عملية إزالة الأحبار

رسم تخطيطي لمصنع إزالة أحبار كما رسمه مارك كليمان.

### الفرز
قد يحتوي فاقد الورق على مزيج من أنواع الأوراق المختلفة المصنوعة من مزيج من مختلف الألياف الورقية. ويلزم أن يتم فرزها قبل البدء في المعالجة. وعادةً ما يتم معالجة فاقد الورق (الورق الفاقد من عملية إنتاج الورق) مباشرةً في ماكينة الورق.
- فاقد الورق في المكاتب (OW)
- أوراق المجلات القديمة (OMP)
- ورق الصحف القديمة (ONP)
- ورق مقوى
- ألياف الورق المموجة

قد يستخدم الورق المُعاد تصنيعه في صناعة ورق بنفس جودة الورق الأصلي أو أقل جودة منه. وبعدها يتم فرز الورق ورزمه وشحنه إلى مطحنة الورق. وتستخدم مطحنة اللب درجة فاقد الورق بناءً على جودة الورق المطلوب إخراجه.

### إزالة البالات
يتم فتح بالات الورق وتسوية الأشكال الغريبة كبيرة الحجم على طول السير الناقل وتوصيله إلى مستخلص الألياف. وبهذا، تتم إزالة العديد من المواد الدخيلة بسهولة. فيتم إزالة الأشكال المجدولة، والشرائط وما إلى ذلك من أداة معالجة الورق بالطين في اللب باستخدام «ماكينة التقاط الخرق». كذلك، يمكن استخدام المغناطيس في غربلة الأشرطة والدبابيس المعدنية أو إزالتها. ويظل الشريط الحساس للضغط المحافِظ على درجة الدهان في حالة سليمة: ويتم إزالة كل من المادة اللاصقة في الشريط الحساس للضغط والغلاف على حد سواء.

## كتابات أخرى
- Göttsching، Lothar (2000). Papermaking Science and Technology: 7. Recycled Fiber and Deinking. Finland. ISBN:952-5216-07-1. {{استشهاد بكتاب}}: الوسيط author-name-list parameters تكرر أكثر من مرة (مساعدة)صيانة الاستشهاد: مكان بدون ناشر (link)